# Globoa toddaliae
Globoa toddaliae är en svampart som beskrevs av Bat. & H. Maia 1962. Globoa toddaliae ingår i släktet Globoa, klassen Dothideomycetes, divisionen sporsäcksvampar och riket svampar.   Inga underarter finns listade i Catalogue of Life.